# Obervogtamt Gersthofen

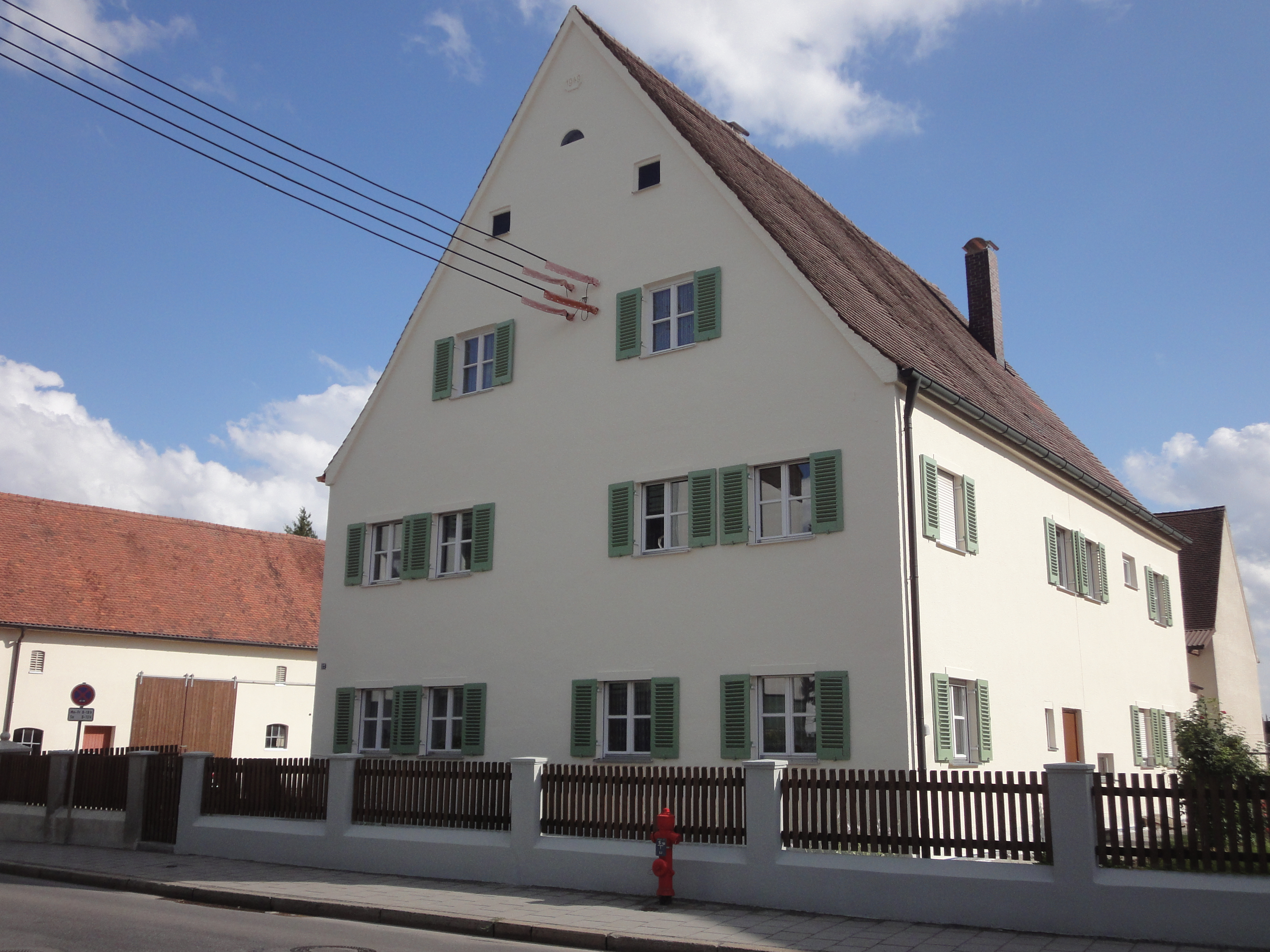
Ehemaliger Amtshof in Gersthofen

Das Obervogtamt Gersthofen war bis 1803 ein Amt des Domkapitels Augsburg mit Sitz in Gersthofen.

## Geschichte
Bereits in der Bulle Papst Coelestin II. von 1143 erscheint Gersthofen unter den Besitzungen des Domkapitels Augsburg. Es besaß u. a. das Recht, die Meier der Höfe in Gersthofen, Mertingen und Biberbach selbst zu benennen. Durch die Inbesitznahme des örtlichen Meierhofes (spätere Klosterhof) verfügten die Kanoniker auch über die Niedere Gerichtsbarkeit, welche das Domkapitel durch einen in Gersthofen eingesetzten eigenen Oberamtspfleger ausüben ließ. Neben Gersthofen war der Obervogt auch für das Amt Achsheim zuständig. Der Sitz des bischöflichen Obervogtamtes befand sich im ehemaligen Amtshof in der heutigen Bauernstraße 12. Der Untervogt der Reichslandvogtei bewohnte ein Anwesen in der heutigen Kirchstraße 3. Durch die Säkularisation kamen 1802/03 die Besitzungen an Bayern. Das Obervogtamt Gersthofen wurde in Folge aufgelöst und 1804 dem Landgericht Göggingen unterstellt.

## Orte
Folgende Orte unterstanden ganz oder teilweise der Verwaltung des Obervogtamtes Gersthofen:
- Affaltern
- Achsheim
- Eggelhof
- Edenbergen
- Erlingen
- Gablingen
- Gersthofen
- Herbertshofen
- Holzhausen
- Langweid
- Mertingen
- Nordheim
- Rettenbergen
- Salmannshofen

## Obervögte (Auswahl)
- 1772 Johann Georg Hofmann[2]
- 1776, 1790 Johann Anton Grünfüsser[3][4]
- 1794 Franz Xaver Seiz[5]
- 1800 Peter Egger[6]